# ハンブルク＝ハールブルク駅
ハンブルク＝ハールブルク駅（ドイツ語: Bahnhof Hamburg-Harburg）はドイツ・ハンブルク市ハールブルク区にある、鉄道駅である。ハールブルク駅はハンブルク市内にある長距離列車が発着する4つの主要駅(他の3つは中央駅・アルトナ駅・ダムトーア駅)のうちの一つで、地上駅にはドイツ鉄道が運行する高速列車ICEやインターシティなどの長距離列車の他、レギオナルエクスプレスなどのローカル列車、地下駅にはハンブルクSバーンのS3、S31が乗り入れる。ハールブルク駅は、1897年5月1日にハールブルク地区に開業した。1983年にはSバーンの延伸によって地下駅が開業している。